# StarFlight
Starflight é um jogo de computador publicado pela Electronic Arts e desenvolvido pela Binary Systems em 1986. Desenvolvido originalmente para DOS e Tandy, foi mais tarde lançado para as plataformas Amiga, Atari, Macintosh e Commodore 64. Uma versão completamente refeita do jogo foi desenvolvida para Sega Mega Drive/Genesis em 1991.
Ambientado no ano de 4620, coloca o jogador no comando de uma espaçonave, enviada para explorar a galáxia. Não há um enredo pré-definido, permitindo que os jogadores escolham livremente entre a mineração, os combates contra outras naves ou promover a diplomacia com alienígenas. 